# CSM 21 (Zweitbesetzung)...28
Die Lokomotiven CSM 21 (Zweitbesetzung)...28 waren Tenderlokomotiven der Achsfolge C, die von Borsig für die Kleinbahn Celle–Soltau–Munster mit den Nummern CSM 25–28 und den Nummern CSM 21II sowie 27II gebaut wurden. Die Lokomotiven wurden nach dem Zweiten Weltkrieg von den Osthannoverschen Eisenbahnen (OHE) übernommen und erhielten die OHE-Betriebsnummern 89 129, 89 131–134 sowie 89 158.
Die Lokomotiven waren bis Ende der 1950er Jahre im Einsatz und wurden dann ausgemustert.

## Geschichte und Einsatz

### Kleinbahn Celle–Soltau–Munster
Die Lokomotiven CSM 25–28 wurden 1909 mit den Fabriknummern 7366–7369 die ersten Lokomotiven ausgeliefert. Die 27 wurde bereits 1910 an die Kleinbahn Wittingen–Oebisfelde verkauft und erhielt dort die Betriebsnummer KWOe 5. Borsig lieferte mit der Fabriknummer 7556 einen weiteren Dreikuppler nach, der die Betriebsnummer CSM 27II bekam. 1911 wurde mit der Fabriknummer 7895 ein weiterer Dreikuppler von Borsig gekauft, der die Nummer CSM 21II erhielt, da die Kleinbahn unmittelbar vorher eine zweifach-gekuppelte Lokomotive von Hanomag mit derselben Bezeichnung ausgemustert hatte. Mit diesen Lokomotiven wurden leichte Personen- und Güterzüge befördert.

### Osthannoversche Eisenbahn
Nach dem Zweiten Weltkrieg wurden alle Lokomotiven von den OHE übernommen. Die Lokomotiven der Kleinbahn Celle–Soltau–Munster erhielten die Nummern 89 129 und 131–134, die Lokomotive der Kleinbahn Wittingen–Oebisfelde bekam die Nummer 89 158.
Bereits 1948 wurde die ehemalige CSM 27II an einen Zwischenhändler verkauft. Die ehemalige KWOe 5 wurde 1950 ausgemustert. Die anderen Lokomotiven schieden 1958 und 1959 aus dem Betriebsdienst aus.

## Technische Merkmale
Die Lokomotiven hatten einen Kohlekasten hinter dem Führerhaus und besaßen einen genieteten Blechrahmen, der gleichzeitig als Wasserkastenrahmen diente. Die Radsätze waren fest im Rahmen gelagert und wurden mit Blattfedern oberhalb der Achslager abgefedert, wobei zwischen den Federn des ersten und zweiten Radsatzes ein Ausgleichshebel lag.
Der Kessel war eine Nietkonstruktion. Der Langkessel bestand aus zwei Schüssen. Auf dem ersten Schuss saß der Dampfdom mit dem Ventilregler, auf dem zweiten der Sandkasten.
Die Lokomotiven besaßen ein Zweizylinder-Nassdampf-Triebwerk mit außenliegenden, waagerecht angeordneten Zylindern sowie eine Allan-Steuerung mit Flachschiebern. Der Kreuzkopf wurde einschienig auf der Gleitbahn geführt, es wurde der zweite Kuppelradsatz angetrieben. Alle Stangenlager waren durch Stellkeile nachstellbar.
Sie waren mit einer indirekten Bremse von Knorr und einer Wurfhebelbremse ausgestattet. Die dafür benötigte Druckluft wurde von einem zweistufen Luftpresser erzeugt, der auf der rechten Seite hinter der Rauchkammer saß. Gebremst wurde der zweite Radsatz von vorn sowie der dritte Radsatz von beiden Seiten.
Durch den handbetätigten Sandstreuer wurde der Treibradsatz von vorn und hinten gesandet. Alle dampfführenden Teile wurden durch eine Ölpumpe von Bosch geschmiert. Als Signaleinrichtung besaßen die Loks ein Dampfläutewerk Bauart Latowski vor dem Schornstein sowie eine auf dem Führerhaus montierte Dampfpfeife. Als Beleuchtung war eine Petroleumbeleuchtung vorhanden, bei den OHE wurde diese durch eine elektrische Beleuchtung ersetzt. Der Turbogenerator saß an der Rauchkammer neben dem Schornstein.